# Centrale photovoltaïque de Ngari
La centrale photovoltaïque de Ngari (chinois : 阿里光伏电站 ; pinyin : ālǐ guāngfú diànzhàn) est située dans xian de Gar, dans la préfecture de Ngari, dans la région autonome du Tibet (Chine). Elle se trouve à 3 km du centre-ville du canton de Shiquanhe, chef-lieu du xian. À 4 270 m au-dessus du niveau de la mer, c'est la plus haute du monde.
Elle est le résultat d'une coentreprise entre le gouvernement central et la société Guodian Longyuan Tibet New Energy, l'un des plus grands groupes énergétiques chinois.
Elle couvre une superficie de 23,8 hectares. Sa capacité est de 10 MW et sa durée de vie est fixée à 25 ans.
Sa construction, commencée le 1er juillet 2012, a pris fin en novembre 2013. En janvier 2013, environ 5 MW de puissance étaient installés.
C'est la troisième centrale photovoltaïque à être construite dans la région autonome du Tibet après celles de Yangbajing et de Shigatsé. Elle s'inscrit dans la politique chinoise visant à assurer l'autosuffisance énergétique de la région.
Depuis la création de la première centrale, l'utilisation de panneaux solaire a permis d'économiser 150 000 tonnes de charbon, ce dernier étant, avec la bouse séchée, les sources d'énergie les plus utilisées dans la région. Une partie du fumier qui était utilisé comme combustible peut être ainsi utilisé comme engrais.